# Heterandrium tredecimarticulatum
Heterandrium tredecimarticulatum är en stekelart som beskrevs av Mayr 1885. Heterandrium tredecimarticulatum ingår i släktet Heterandrium och familjen fikonsteklar. Inga underarter finns listade i Catalogue of Life.